# Cosmiocryptus huascar
Cosmiocryptus huascar är en stekelart som först beskrevs av Porter 1967.  Cosmiocryptus huascar ingår i släktet Cosmiocryptus och familjen brokparasitsteklar. Inga underarter finns listade i Catalogue of Life.